# Pierre Varignon
Pierre Varignon (ur. 1654 w Caen, zm. 23 grudnia 1722 w Paryżu) – francuski uczony i duchowny katolicki, jezuita. Zajmował się przede wszystkim matematyką i fizyką. Autor prac dotyczących głównie geometrii, hydromechaniki i mechaniki teoretycznej. Podał sposób wykreślny składania sił (wielobok Varignona). Był profesorem w kolegium Jules'a Mazarina w Paryżu i Collège de France.

## Życiorys
Pochodził z ubogiej rodziny której członkowie pracowali fizycznie, przede wszystkim jako murarze. Nie mógł więc liczyć na wsparcie finansowe z ich strony. Mimo to udało mu się dostać do kolegium jezuickiego w swoim rodzinnym mieście i ukończyć je. Jakiś czas później sam wstąpił do zakonu jezuitów, dzięki czemu mógł kontynuować edukację. Studiował na uniwersytecie w Caen, gdzie z racji przerwy po ukończeniu kolegium, był jednym z najstarszych studentów. W czasie studiów zawarł znajomość z Castelem, który podarował mu sumę trzystu liwrów. Uczelnię ukończył ostatecznie w 1682 roku i uzyskał tytuł odpowiadający dzisiejszemu stopniowi magistra. Tego samego roku otrzymał święcenia kapłańskie i rozpoczął posługę w kościele Świętego Audoena z Rouen.
Zainteresowanie Varignona naukami ścisłymi zaczęło się prawdopodobnie od lektury Elementów Euklidesa i prac Kartezjusza. Jako jezuita miał ułatwiony dostęp do uczonych, wykładowców, książek i bibliotek. Dzięki dużej wiedzy rozpoczął pracę jako nauczyciel. W 1686 roku został wysłany do Paryża gdzie szybko nawiązał kontakty z miejscowymi fizykami i matematykami. Rok później ukazała się jego praca Projet d'une nouvelle méchanique, która przyniosła mu duże uznanie w środowisku paryskich uczonych. Było to studium nad składowymi sił. Nowatorstwo Varignon w tych badaniach, dotyczących mechaniki, przejawiało się w wykorzystaniu rachunku różniczkowego. Potrafił wyciągnąć wnioski płynące z prac Newtona dotyczących dynamiki z możliwościami płynącymi z rachunku różniczkowego Leibniza. Niektóre poglądy Newtona dotyczące ruchu ciał pod względem działających na nie sił były dotychczas powszechnie kwestionowane, choć znaczna większość uczonych była pod wrażeniem jego dotyczących matematyki. Varignon odrzucił jednak uprzedzenia prezentowane przez innych uczonych i jako pierwszy potrafił połączyć osiągnięcia Newtona i Leibniza, a na ich bazie rozpoczął własne badania. Praca z 1686 była dedykowana Akademii Nauk, której Varignon został członkiem tego samego roku. Dwa lata później Varignon otrzymał tytuł profesora matematyki kolegium Jules'a Mazarina. W 1704 roku został również profesorem Collège Royal. Materiały które napisał na użytek swojej pracy dydaktycznej zostały później wydane jako podręczniki.
W tym okresie swojej kariery Varignon był pochłonięty pracą dydaktyczną i swoimi akademickimi obowiązkami, toteż miał mało czasu na przygotowywanie wyników swoich badań do publikacji. W 1690 roku ukazała się wprawdzie krótka praca jego autorstwa, zatytułowana Nouvelles conjectures sur la pesanteur, ale później, przez dłuższy czas pisał jedynie artykuły do czasopism naukowych i rozprawy które prezentował w Akademii Nauk. Prowadził również ożywioną korespondencję z Leibnizem i Bernoullim. To że nie publikował nie oznacza jednak że nie prowadził badań. Uczniowie, już po jego śmierci, zebrali notatki i szkice stworzone przez Varignona i po kompilacji wydali dwie prace Nouvelle mécanique i Eclaircissemens sur l’analyse des infiniment petits.
W 1695 roku Varignon podjął próbę obalenia tak zwanego prawa Torricellego, wyrażonego w pracy pod tytułem De motu, która ukazała się w 1644 roku. Torricelli ogłosił iż prędkość cieczy, wypływającej z otworu w zbiorniku w wyniku działania siły grawitacji, jest proporcjonalna do pierwiastka kwadratowego z iloczynu pionowej odległości między powierzchnią cieczy a środkiem otworu i podwojonego przyśpieszenia ziemskiego. Varignon natomiast był zdania iż w małym odcinku czasu można pominąć zmianę swobodnej powierzchni i uznać, że ruch jest generalnie taki sam dla całej cieczy. Źródłem tego poglądu było przekonanie Varignona że niewielka ilość cieczy która wypływa jest wprawiana w ruch przez ciśnienie wywołane ciężarem słupa wody o podstawie równej otworowi. Zgodność procesu dowodzenia tego poglądu z prawdą, za pomocą rachunku różniczkowego, jest jednak nie pewna.
W 1699 roku ukazała się inna praca Varignona dotycząca wykorzystania rachunku różniczkowego w mechanice płynów i konstrukcji zegarów wodnych. W 1702 roku napisał pracę ukazującą możliwości jakie niesie ze sobą rachunek różniczkowy w konstrukcji zegarów sprężynowych. Gruntownie zbadał także problem ruchu pocisku w ośrodkach stawiających opór i napisał na ten temat jedenaście długich rozpraw, które zaprezentował na forum Akademii Nauk między 1707 a 1711 rokiem. W jednej ze swoich prac połączył w spójną całość osiągnięcia i teorie wypracowane przez Wallisa, Huygensa, Leibniza i Newtona. W 1724 roku ukazało się jedno z najważniejszych dzieł Varignona, wydane pośmiertnie, pod tytułem Nouvelle mécanique. Jest ono uznawane za najlepszą pracę na temat zastosowania metod geometrycznych do mechaniki brył sztywnych do momentu wydania dzieła Poinsota siedemdziesiąt pięć lat później. Miało ono olbrzymi wpływ na przykład na Eulera w jego badaniach nad dynamiką cząsteczek. W 1731 roku, po śmierci Varignona ukazały się jego podręczniki dla studentów, wydane pod tytułem Élémens de mathématiques. Pierwsza część poświęcona była arytmetyce i podstawom algebry a druga geometrii. Podręczniki zawierały również zasadę odkrytą przez ich autora, znaną dzisiaj jako twierdzenie Varignona. Mówi ona że:

Moment wypadkowej układu sił względem dowolnego punktu jest równy sumie momentów sił składowych względem tego samego punktu.

Poza tym Varignon był wielkim obrońcą rachunku różniczkowego i całkowego, nieustannie wchodził w dysputy z przeciwnikami tego działu matematyki. Najbardziej znana jest jego pięcioletnia wymiana argumentów z Michelem Rolle'em.